# Blue Lake (Kalifornija)
Blue Lake je grad u američkoj saveznoj državi Kalifornija. Prema popisu stanovništva iz 2010. u njemu je živjelo 1,253 stanovnika.